# Župnija Razbor pri Slovenj Gradcu
Župnija Razbor pri Slovenj Gradcu je rimskokatoliška teritorialna župnija dekanije Stari trg koroškega naddekanata, ki je del nadškofije Maribor.